# 萨托奈康
萨托奈康（法語：Sathonay-Camp，法語發音：[satɔnɛ kɑ̃] ⓘ）是法国里昂大都会的一个市镇，属于里昂区。

## 地理
萨托奈康（45°49'29"N, 4°52'28"E）面积1.96 平方千米，位于法国奥弗涅-罗讷-阿尔卑斯大区里昂大都会，后者为法国的一个特殊地位集体，自2015年脱离罗讷省成立，位于法国中东部，中心城市为里昂。
与萨托奈康接壤的市镇（或旧市镇、城区）包括：索恩河畔方丹、里约拉帕普、萨托奈村。
萨托奈康的时区为UTC+01:00、UTC+02:00（夏令时）。

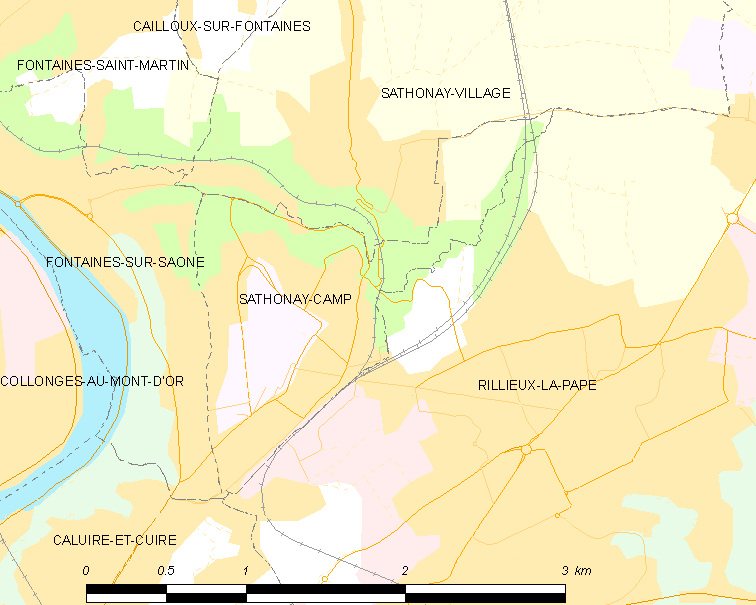
萨托奈康的OSM定位图

## 行政
萨托奈康的邮政编码为69580，INSEE市镇编码为69292。

## 政治
萨托奈康的现任市长为达米安·莫尼耶（Damien Monnier）先生，任期为2020-2026年。

## 人口

1962-2008年间萨托奈康人口变化图示

萨托奈康于2022年1月1日时的人口数量为7039人。